# Thomas Highet
Thomas Cochrane Highet (* 16. August 1853 in Ayr, Schottland; † 26. Januar 1907 in Glasgow) war ein schottischer Fußball- und Cricketspieler. Der im Sturm zum Einsatz kommende schottische Fußballnationalspieler war durch seinen Angriffstil bekannt.

## Karriere als Fußballspieler
Thomas Highet, der auch TC Highet genannt wurde, erblickte im Jahr 1853 in Ayr im Südwesten von Schottland das Licht der Welt. Highet spielte von 1873 bis 1880 beim FC Queen’s Park, dem ältesten Fußballverein Schottlands. Mit dem am 9. Juli 1867 gegründeten Verein konnte er bei der zweiten Austragung des Schottischen Pokals 1874/75 diesen mit der Mannschaft gewinnen. Dabei konnte er beim 3:0-Finalsieg gegen den FC Renton als einer der drei Torschützen neben Angus MacKinnon und Billy MacKinnon glänzen. Einen weiteren Titel errang Highet mit den Spiders bei der dritten Austragung des Wettbewerbs 1875/76.
Thomas Highet absolvierte zwischen 1875 und 1878 vier Länderspiele für die schottische Fußballnationalmannschaft, in denen er einen Treffer erzielen konnte. Drei der vier Spiele wurden gegen England, und eines gegen Wales ausgetragen.

## Karriere als Cricketspieler
Als Cricketspieler spielte er für den Clydesdale Cricket Club sowie Ayr Eglinton und Granville.

## Erfolge
mit dem FC Queen’s Park:
- Schottischer Pokalsieger: 1874/75, 1875/76, 1879/80